# Saison 2021-2022 de l'Union sportive carcassonnaise XV
 (février 2024).
Si vous disposez d'ouvrages ou d'articles de référence ou si vous connaissez des sites web de qualité traitant du thème abordé ici, merci de compléter l'article en donnant les références utiles à sa vérifiabilité et en les liant à la section « Notes et références ».
Cette page présente la saison 2021-2022 de l'Union sportive carcassonnaise en Pro D2.

## Entraîneurs
- Christian Labit
- Mathieu Cidre
- Julien Seron
- Aurélien Cologni

## Effectif professionnel
| Nom                       | Poste     | Naissance          | Nationalité sportive | International | Dernier club                  | Arrivée au club (année) |
| ------------------------- | --------- | ------------------ | -------------------- | ------------- | ----------------------------- | ----------------------- |
| Andrei Ursache            | Pilier    | 10 mai 1984        | Roumanie             |               | RC Steaua Bucarest            | 2012                    |
| Romain Favaretto          | Pilier    | 11 juillet 1999    | France               | -             | Formé au club                 | 2019                    |
| Julien Facundo            | Pilier    | 26 mars 1986       | France               | -             | US Montauban                  | 2019                    |
| Aurélien Azar             | Pilier    | 19 juin 1994       | France               | -             | SO Chambéry                   | 2019                    |
| Thierry Futeu             | Pilier    | 23 juin 1995       | Espagne              | Espagne       | Stade français                | 2020                    |
| Jérémy Boyadjis           | Pilier    | 18 juin 1990       | France               |               | RC Toulon                     | 2021                    |
| Youssef Amrouni           | Pilier    | 29 août 1994       | France               |               | Stade aurillacois             | 2021                    |
| Nikoloz Narmania          | Pilier    | 13 juin 2000       | France               |               | Stade aurillacois             | 2021                    |
| Maxime Castant            | Talonneur | 2 octobre 1990     | France               | -             | Formé au club                 | 2015                    |
| Thomas Sauveterre         | Talonneur | 10 mai 1993        | France               |               | Montpellier HR                | 2016                    |
| Raphaël Carbou            | Talonneur | 6 septembre 1992   | France               |               | USA Perpignan                 | 2020                    |
| Luka Petriashvili         | Talonneur | 27 juillet 2001    | France               |               | Formé au club                 | 2021                    |
| Romain Manchia            | 2e ligne  | 3 novembre 1991    | France               |               | RC Narbonne                   | 2018                    |
| Rynard Landman            | 2e ligne  | 24 juillet 1986    | Afrique du Sud       | -             | Soyaux Angoulême XV           | 2019                    |
| Christiaan van der Merwe  | 2e ligne  | 9 septembre 1996   | Afrique du Sud       | -             | SU Agen                       | 2019                    |
| Andries Ferreira          | 2e ligne  | 29 mars 2000       | Afrique du Sud       |               | Édimbourg Rugby               | 2021                    |
| Aaron Carroll             | 2e ligne  | 11 octobre 1993    | Nouvelle-Zélande     |               | Bay of Plenty RU              | 2021                    |
| Jason Nel                 | 2e ligne  | 22 février 2001    | Afrique du Sud       |               | USA Perpignan                 | 2021                    |
| Clément Doumenc           | 3e ligne  | 1er avril 1997     | France               | -             | Formé au club                 | 2016                    |
| Pierre Huguet             | 3e ligne  | 5 novembre 1995    | France               |               | US Dax                        | 2018                    |
| Tim Agaba                 | 3e ligne  | 23 juillet 1989    | Afrique du Sud       | à 7           | Bulls                         | 2021                    |
| Louis-Matthieu Jazeix     | 3e ligne  | 4 juin 1993        | France               |               | AS mâconnaise                 | 2021                    |
| Pierre Reynaud            | 3e ligne  | 24 février 1996    | France               |               | USA Perpignan                 | 2021                    |
| Réda El Gharbaoui         | 3e ligne  | 4 décembre 2000    | France               |               | SU Agen                       | 2021                    |
| Ioane Iashagashvili       | 3e ligne  | 23 avril 2000      | Géorgie              |               | Aviron bayonnais              | 2021                    |
| Damien Anon               | Mêlée     | 6 juillet 1995     | France               | -             | Racing 92                     | 2017                    |
| Gaëtan Pichon             | Mêlée     | 9 juin 1998        | France               | -             | USA Perpignan                 | 2020                    |
| Samuel Marques            | Mêlée     | 8 décembre 1988    | Portugal             |               | Section paloise               | 2021                    |
| Roméo Serna               | Mêlée     | 7 février 1999     | France               |               | Stade langonnais              | 2021                    |
| Baptiste Mouchous         | Ouverture | 19 octobre 1998    | France               |               | Stade toulousain              | 2020                    |
| Thomas Dolhagaray         | Ouverture | 21 mai 2000        | France               | - 20 ans      | Aviron bayonnais              | 2021                    |
| Johnny Mcphillips         | Ouverture | 13 mars 1997       | Irlande              | - 20 ans      | Angleterre Leicester Tigers   | 2021                    |
| José Lima                 | Centre    | 24 avril 1992      | Portugal             |               | Marist Brothers Old Boys RFC  | 2018                    |
| Félix Le Bourhis          | Centre    | 7 avril 1988       | France               |               | CA Brive                      | 2019                    |
| Joachim Parisot de Bayard | Centre    | 1er septembre 2000 | France               |               | RO védasien - Mosson Coulazou | 2020                    |
| Guillaume Martocq         | Centre    | 23 août 1999       | France               |               | Aviron bayonnais              | 2020                    |
| Jordan Puletua            | Centre    | 28 février 1990    | Samoa                |               | SU Agen                       | 2021                    |
| Levi Milford              | Ailier    | 18 septembre 2001  | Australie            |               | Formé au club                 | 2020                    |
| Martin Dulon              | Ailier    | 11 janvier 2000    | France               |               | Union Bordeaux Bègles         | 2020                    |
| Benoît Lazzarotto         | Ailier    | 21 janvier 1988    | France               |               | Biarritz olympique            | 2021                    |
| Maxime Marty              | Ailier    | 27 février 1998    | France               | - 20 ans      | Stade toulousain              | 2021                    |
| Maxime Ferrari            | Ailier    | 9 mai 2001         | France               |               | RC Narbonne                   | 2021                    |
| Benoît Jasmin             | Arrière   | 29 mai 1991        | France               | -             | FC Grenoble                   | 2018                    |
| Maxime Gianet             | Arrière   | 26 avril 2000      | France               | -             | Formé au club                 | 2020                    |

## Calendrier et résultats
| - US Carcassonne - Rouen NR : 30 - 14 - US Montauban - US Carcassonne : 25 - 16 - US Carcassonne - Stade montois : 22 - 26 - Oyonnax rugby - US Carcassonne : 23 - 6 - US bressane - US Carcassonne : 22 - 26 - US Carcassonne - Provence rugby : 28 - 30 - Stade aurillacois - US Carcassonne : 30 - 23 - US Carcassonne - RC Vannes : 14 - 14 - US Carcassonne - SU Agen : 15 - 11 - Colomiers rugby - US Carcassonne : 16 - 17 - US Carcassonne - FC Grenoble : 20 - 9 - Aviron bayonnais - US Carcassonne : 25 - 14 - US Carcassonne - AS Béziers : 24 - 18 - RC Narbonne - US Carcassonne : 22 - 27 - US Carcassonne - USO Nevers : 26 - 25 | - Rouen NR - US Carcassonne : 3 - 24 - US Carcassonne - US Montauban : 31 - 6 - Stade montois - US Carcassonne : 25 - 10 - US Carcassonne - Oyonnax rugby : 13 - 32 - US Carcassonne - US bressane : 45 - 35 - Provence rugby - US Carcassonne : 24 - 20 - US Carcassonne - Stade aurillacois : 54 - 24 - RC Vannes - US Carcassonne : 24 - 26 - SU Agen - US Carcassonne : 22 - 19 - US Carcassonne - Colomiers rugby : 24 - 18 - FC Grenoble - US Carcassonne : 28 - 23 - US Carcassonne - Aviron bayonnais : 33 - 28 - AS Béziers - US Carcassonne : 14 - 16 - US Carcassonne - RC Narbonne : 31 - 10 - USO Nevers - US Carcassonne : 19 - 17 |

### Classement Pro D2
| Rang | Club               | J  | V  | N | D  | Bo | Bd | Pm  | Pe  | Diff | Pts |
| ---- | ------------------ | -- | -- | - | -- | -- | -- | --- | --- | ---- | --- |
| 1    | Stade montois      | 30 | 23 | 0 | 7  | 12 | 2  | 860 | 525 | +335 | 106 |
| 2    | Aviron bayonnais R | 30 | 20 | 2 | 8  | 12 | 4  | 890 | 607 | +283 | 100 |
| 3    | Oyonnax Rugby      | 30 | 20 | 1 | 9  | 10 | 4  | 910 | 534 | +376 | 96  |
| 4    | USON Nevers        | 30 | 16 | 2 | 12 | 9  | 5  | 759 | 611 | +148 | 82  |
| 5    | US Carcassonne     | 30 | 17 | 1 | 12 | 4  | 6  | 694 | 621 | +73  | 80  |
| 6    | Colomiers Rugby    | 30 | 18 | 0 | 12 | 2  | 4  | 639 | 595 | +44  | 78  |
| 7    | Provence Rugby     | 30 | 17 | 1 | 12 | 1  | 5  | 671 | 684 | -13  | 76  |
| 8    | US Montauban       | 30 | 14 | 2 | 14 | 3  | 5  | 671 | 758 | -87  | 68  |
| 9    | AS Béziers         | 30 | 13 | 1 | 16 | 2  | 8  | 619 | 634 | -15  | 64  |
| 10   | Stade aurillacois  | 30 | 14 | 0 | 16 | 1  | 5  | 550 | 720 | -170 | 62  |
| 11   | RC Vannes          | 30 | 12 | 2 | 16 | 4  | 5  | 655 | 623 | +32  | 61  |
| 12   | FC Grenoble        | 30 | 11 | 3 | 16 | 3  | 7  | 619 | 653 | -34  | 60  |
| 13   | SU Agen R          | 30 | 10 | 1 | 19 | 1  | 13 | 604 | 725 | -121 | 56  |
| 14   | Rouen NR           | 30 | 10 | 1 | 19 | 1  | 6  | 606 | 823 | -217 | 49  |
| 15   | US bressane P      | 30 | 9  | 3 | 18 | 1  | 3  | 607 | 844 | -237 | 46  |
| 16   | RC Narbonne P      | 30 | 5  | 2 | 23 | 0  | 8  | 544 | 941 | -397 | 32  |

### Tableau final
|  | Barrages                            | Barrages                           |                                  |                                  | Demi-finales                               | Demi-finales                               |  |  | Finale                     | Finale                     |
|  | Barrages                            | Barrages                           |                                  |                                  | Demi-finales                               | Demi-finales                               |  |  | Finale                     | Finale                     |
|  |                                     |                                    |                                  |                                  |                                            |                                            |  |  |                            |                            |
|  | 19 mai 2022 au stade du Pré Fleuri  | 19 mai 2022 au stade du Pré Fleuri |                                  |                                  | 29 mai 2022 au stade André-et-Guy-Boniface | 29 mai 2022 au stade André-et-Guy-Boniface |  |  | 5 juin 2022 au GGL Stadium | 5 juin 2022 au GGL Stadium |
|  | 19 mai 2022 au stade du Pré Fleuri  | 19 mai 2022 au stade du Pré Fleuri |                                  |                                  | 29 mai 2022 au stade André-et-Guy-Boniface | 29 mai 2022 au stade André-et-Guy-Boniface |  |  | 5 juin 2022 au GGL Stadium | 5 juin 2022 au GGL Stadium |
|  | 19 mai 2022 au stade du Pré Fleuri  | 19 mai 2022 au stade du Pré Fleuri | [1] Stade montois                | 26                               |                                            |                                            |  |  | 5 juin 2022 au GGL Stadium | 5 juin 2022 au GGL Stadium |
|  | [4] USON Nevers                     | 24                                 | [1] Stade montois                | 26                               |                                            |                                            |  |  | 5 juin 2022 au GGL Stadium | 5 juin 2022 au GGL Stadium |
|  | [4] USON Nevers                     | 24                                 | [4] USON Nevers                  | 15                               |                                            |                                            |  |  | 5 juin 2022 au GGL Stadium | 5 juin 2022 au GGL Stadium |
|  | [5] US Carcassonne                  | 12                                 | [4] USON Nevers                  | 15                               |                                            |                                            |  |  | 5 juin 2022 au GGL Stadium | 5 juin 2022 au GGL Stadium |
|  | [5] US Carcassonne                  | 12                                 | 29 mai 2022 au stade Jean-Dauger | 29 mai 2022 au stade Jean-Dauger | [1] Stade montois                          | 20                                         |  |  |                            |                            |
|  | 20 mai 2022 au stade Charles-Mathon |                                    | 29 mai 2022 au stade Jean-Dauger | 29 mai 2022 au stade Jean-Dauger | [1] Stade montois                          | 20                                         |  |  |                            |                            |
|  |                                     | [2] Aviron bayonnais               | 29 mai 2022 au stade Jean-Dauger | 29 mai 2022 au stade Jean-Dauger | 49                                         |                                            |  |  |                            |                            |
|  | [3] Oyonnax rugby                   | [2] Aviron bayonnais               | 29 mai 2022 au stade Jean-Dauger | 29 mai 2022 au stade Jean-Dauger | 49                                         | 19                                         |  |  |                            |                            |
|  | [3] Oyonnax rugby                   | [3] Oyonnax rugby                  | 20                               |                                  |                                            | 19                                         |  |  |                            |                            |
|  | [6] Colomiers rugby                 | [3] Oyonnax rugby                  | 20                               | 15                               |                                            |                                            |  |  |                            |                            |
|  | [6] Colomiers rugby                 | [2] Aviron bayonnais               | 32                               | 15                               |                                            |                                            |  |  |                            |                            |
|  |                                     | [2] Aviron bayonnais               | 32                               |                                  |                                            |                                            |  |  |                            |                            |

### Phase finale

#### Barrages
| Barrage 19 mai 2022 20 h 45 | USON Nevers | 24 - 12 (11 - 6) | US Carcassonne                               | stade du Pré Fleuri, Nevers Arbitre : Luc Ramos |
| Barrage 19 mai 2022 20 h 45 | Essai(s) : 2 Plataret (37e), Cazenave (73e) Transformation(s) : 1 Ménoret (74e) Pénalité(s) : 4 Reynolds (3e, 18e, 42e), Ménoret (79e) | Rapport          | Pénalité(s) : 4 Marques (14e, 31e, 49e, 55e) | stade du Pré Fleuri, Nevers Arbitre : Luc Ramos |
| Barrage 19 mai 2022 20 h 45 | | Rapport          |                                              | stade du Pré Fleuri, Nevers Arbitre : Luc Ramos |

## Statistiques

### Championnat de France
Meilleurs réalisateurs
| Rang | Joueur | Poste | Points | Essais | Transf. | Pén. | Drops |
| ---- | ------ | ----- | ------ | ------ | ------- | ---- | ----- |
| 1    | -      | -     | -      | -      | -       | -    | -     |
| 2    | -      | -     | -      | -      | -       | -    | -     |
| 3    | -      | -     | -      | -      | -       | -    | -     |
| 4    | -      | -     | -      | -      | -       | -    | -     |
| 5    | -      | -     | -      | -      | -       | -    | -     |

Meilleurs marqueurs
| Rang | Joueur | Poste | Essais |
| ---- | ------ | ----- | ------ |
| 1    | -      | -     | -      |
| 2    | -      | -     | -      |
| 3    | -      | -     | -      |
| 4    | -      | -     | -      |
| 5    | -      | -     | -      |